# Kamianské (Bolgrado)
Kamianské (en ucraniano: Кам'янськe) es un pueblo ucraniano perteneciente al óblast de Odesa. Situado en el suroeste del país, es parte del raión de Bolgrado y del municipio (hromada) de Artsiz.

## Toponimia
El nombre del asentamiento en otros idiomas de importancia en el asentamiento es Kamenskoye (en ruso: Каменское; en búlgaro: Камянске) o Taslac (en rumano: Taşlâc). Tashlik es una palabra túrquica que significa "valle de Piedra".

## Geografía
Kamianská está situada a orillas del río Tashlik, 28 km al suroeste de Artsiz y 165 km al suroeste de Odesa.

## Historia
El pueblo fue fundado en 1813 por colonos de Transnistria y Táurica con el nombre de Tashlik (en ucraniano: Ташлик, romanizado: Ташлик). Durante la primera revolución rusa de 1905-1907. Aquí se produjeron disturbios campesinos y se distribuyeron folletos antigubernamentales. La localidad pertenecía al Imperio ruso hasta 1918, pero luego pasó al reino de Rumanía con el final de la Primera Guerra Mundial.
En 1940 fue tomada por soviéticos como parte de las cláusulas del pacto Ribbentrop-Mólotov. El pueblo recibió su nombre actual el 14 de noviembre de 1945.

## Demografía
La evolución de la población de Kamianské entre 1859 y 2022 fue la siguiente:
| 2673                                                          | 2739 |
| (Fuente: Cities & Towns of Ukraine y UKRAINE: Größere Städte) |      |

Según el censo de 2001, la lengua materna de la mayoría de los habitantes, el 44,80%, es el ucraniano; del 29,46%, el ruso; del 23,04% es el rumano; el búlgaro del 11,07%; y del gagaúzo, 0,22%.